# 日進工具
日進工具株式会社（英: NS TOOL CO.,LTD.）は、東京都品川区大井に本社を置く切削工具業。超硬エンドミルで知られている。2013年現在超硬小径エンドミルの分野で国内トップシェア。

## 沿革
- 1954年12月 日進工具製作所創業
- 1961年09月 有限会社日進工具製作所設立
- 1979年12月 株式会社日進工具製作所に組織変更
- 1991年09月 日進工具株式会社に商号変更
- 1998年01月 生産部門・開発部門を仙台工場に集約
- 2002年01月 株式会社ジーテック、有限会社サトウツール[5]を完全子会社化
- 2004年11月 ジャスダックに上場
- 2009年04月 株式会社日進エンジニアリングを設立
- 2011年04月 株式会社牧野工業を完全子会社化
- 2016年04月 株式会社日進エンジニアリングが株式会社新潟日進を吸収合併
- 2017年03月 東証2部に上場
- 2017年09月 東証1部に上場
- 2018年11月 本社、東京営業所が住友不動産大井町駅前ビル6階へ移転
- 2020年03月 仙台工場新開発センター完成
- 2020年09月 仙台在庫センター開設